# Mbopicuá
Mbopicuá es una localidad argentina ubicada en el departamento Libertador General San Martín de la Provincia de Misiones. Depende administrativamente del municipio de Puerto Rico, de cuyo centro urbano dista unos 7 km. Se encuentra sobre la Ruta Nacional 12, la cual la vincula al noroeste con Puerto Rico y al sudoeste con Capioví.
Cuenta con una planta de gas.